# Патрік (округ, Вірджинія)
Шаблон:StateAbbr_ 36°41′ пн. ш. 80°17′ зх. д. / 36.68° пн. ш. 80.29° зх. д.
Округ  Патрік (англ. Patrick County) — округ (графство) у штаті  Вірджинія, США. Ідентифікатор округу 51141.

## Історія
Округ утворений 1791 року.

## Демографія
За даними перепису 2000 року загальне населення округу становило 19407 осіб, усе сільське. Серед мешканців округу чоловіків було 9551, а жінок — 9856. В окрузі було 8141 домогосподарство, 5814 родин, які мешкали в 9823 будинках. Середній розмір родини становив 2,81.
Віковий розподіл населення поданий у таблиці:
| Стать    | До 15 років | 15-21 | 22-29 | 30-39 | 40-49 | 50-65 | 65-85 | Понад 85 |
| -------- | ----------- | ----- | ----- | ----- | ----- | ----- | ----- | -------- |
| Чоловіки | 1774        | 771   | 944   | 1375  | 1427  | 1903  | 1245  | 112      |
| Жінки    | 1697        | 722   | 917   | 1349  | 1414  | 1918  | 1567  | 272      |

## Суміжні округи
- Франклін — північний схід
- Генрі — схід
- Стокс, Північна Кароліна — південь
- Саррі, Північна Кароліна — південний захід
- Керролл — захід
- Флойд — північний захід

## Виноски
1. ↑  U.S. Decennial Census. United States Census Bureau. Архів оригіналу за 26 квітня 2015. Процитовано 4 січня 2014.
2. ↑  Historical Census Browser. University of Virginia Library. Архів оригіналу за 11 серпня 2012. Процитовано 4 січня 2014.
3. ↑  Population of Counties by Decennial Census: 1900 to 1990. United States Census Bureau. Процитовано 4 січня 2014.
4. ↑  Census 2000 PHC-T-4. Ranking Tables for Counties: 1990 and 2000 (PDF). United States Census Bureau. Процитовано 4 січня 2014.
5. ↑  State & County QuickFacts. United States Census Bureau. Архів оригіналу за 16 червня 2011. Процитовано 4 січня 2014.(англ.) Наведено за англійською вікіпедією.
6. ↑  American FactFinder. Бюро перепису населення США. Архів оригіналу за 26 лютого 2012. Процитовано 31 січня 2008.

| США | Це незавершена стаття з географії США. Ви можете допомогти проєкту, виправивши або дописавши її. |